# Derby County Football Club 1979-1980
Questa voce raccoglie le informazioni riguardanti il Derby County Football Club nelle competizioni ufficiali della stagione 1979-1980.

## Stagione
All'inizio della stagione il Derby County si ritrovò a fronteggiare una crisi societaria legata a un'inchiesta dell'autorità giudiziaria per corruzione, che provocò le dimissioni di diversi dirigenti (fra cui il presidente George Hardy e di Sam Longson, rimasto nel consiglio d'amministrazione dopo aver lasciato la carica di presidente nel 1976) e la nomina di una commissione presieduta da Richard Moore. Come successore del dimissionario Tommy Docherty venne scelto Colin Addison che, in sede di calciomercato, arrivò a superare il tetto delle 400 000 sterline per l'acquisto dell'attaccante David Swindlehurst. 
La crisi della squadra si aggravò anche a livello sportivo, con i Rams che vennero eliminati nelle fasi iniziali delle coppe nazionali e rimasero inchiodati sul fondo della First Division, occupando stabilmente la zona retrocessione per tutta la seconda metà del torneo, fino a retrocedere in Second Division con un turno di anticipo.

## Maglie e sponsor
Lo sponsor tecnico per la stagione 1979-1980 è Le Coq Sportif. 
Viene ripristinata la stessa trama utilizzata fino alla stagione 1975-1976, ma senza bordi sulle maniche. La divisa per le gare esterne diviene inoltre di colore arancione con bordi neri.
| Casa | Trasferta | Portiere |  |

## Rosa
| N. |                        | Ruolo | Calciatore               |
| -- | ---------------------- | ----- | ------------------------ |
|    | Scozia (bandiera)      | P     | David McKellar           |
|    | Inghilterra (bandiera) | P     | John Middleton           |
|    | Irlanda (bandiera)     | D     | David Langan             |
|    | Inghilterra (bandiera) | D     | Aidan McCaffery          |
|    | Inghilterra (bandiera) | D     | Roy McFarland (capitano) |
|    | Inghilterra (bandiera) | D     | Keith Osgood             |
|    | Inghilterra (bandiera) | D     | Wayne Richards           |
|    | Inghilterra (bandiera) | D     | Steve Wicks              |
|    | Galles (bandiera)      | C     | Jonathan Clark           |
|    | Irlanda (bandiera)     | C     | Gerry Daly               |
|    | Inghilterra (bandiera) | C     | Steve Emery              |
|    | Inghilterra (bandiera) | C     | Paul Emson               |
|    | Inghilterra (bandiera) | C     | Gordon Hill              |
|    | Inghilterra (bandiera) | C     | Barry Powell.            |

| N. |                             | Ruolo | Calciatore         |
| -- | --------------------------- | ----- | ------------------ |
|    | Inghilterra (bandiera)      | C     | Steve Powell       |
|    | Scozia (bandiera)           | C     | Bruce Rioch        |
|    | Inghilterra (bandiera)      | A     | Steve Spooner      |
|    | Inghilterra (bandiera)      | A     | Paul Bartlett      |
|    | Inghilterra (bandiera)      | A     | Alan Biley         |
|    | Inghilterra (bandiera)      | A     | Steve Carter       |
|    | Irlanda del Nord (bandiera) | A     | Billy Caskey       |
|    | Scozia (bandiera)           | A     | John Clayton       |
|    | Inghilterra (bandiera)      | A     | Roger Davies       |
|    | Scozia (bandiera)           | A     | John Duncan        |
|    | Inghilterra (bandiera)      | A     | Roy Greenwood      |
|    | Inghilterra (bandiera)      | A     | David Swindlehurst |
|    | Inghilterra (bandiera)      | A     | Trevor Whymark     |
|    | Irlanda del Nord (bandiera) | A     | Kevin Wilson       |

## Calciomercato

### Sessione estiva
| Acquisti | Acquisti     | Acquisti         | Acquisti               |
| R.       | Nome         | da               | Modalità               |
| -------- | ------------ | ---------------- | ---------------------- |
| D        | Keith Osgood | Coventry City    | definitivo (150 000 £) |
| C        | Steve Emery  | Hereford Utd     | definitivo (100 000 £) |
| A        | Roger Davies | Tulsa Roughnecks | definitivo             |

### Operazioni esterne alle sessioni
| Acquisti | Acquisti           | Acquisti         | Acquisti               |
| R.       | Nome               | da               | Modalità               |
| -------- | ------------------ | ---------------- | ---------------------- |
| C        | Barry Powell       | Coventry City    | definitivo             |
| A        | Alan Biley         | Cambridge Utd    | definitivo             |
| A        | David Swindlehurst | Sparta Rotterdam | definitivo (410 000 £) |
| A        | Trevor Whymark     | Sparta Rotterdam | definitivo             |

| Cessioni | Cessioni       | Cessioni            | Cessioni               |
| R.       | Nome           | a                   | Modalità               |
| -------- | -------------- | ------------------- | ---------------------- |
| D        | Steve Wicks    | QPR                 | definitivo (275 000 £) |
| C        | Gordon Hill    | QPR                 | definitivo (150 000 £) |
| C        | Bruce Rioch    | Seattle Sounders    | definitivo             |
| A        | Billy Caskey   | Tulsa Roughnecks    | definitivo             |
| A        | Roger Davies   | Seattle Sounders    | definitivo             |
| A        | Trevor Whymark | Vancouver Whitecaps | definitivo (150 000 £) |
| A        | Kevin Wilson   | Banbury Utd         | definitivo (20 000 £)  |

## Statistiche

### Andamento in campionato
Luogo, risultato e posizione seguono l'ordine ufficiale delle giornate.
| Giornata  | 1  | 2  | 3  | 4  | 5  | 6  | 7  | 8  | 9  | 10 | 11 | 12 | 13 | 14 | 15 | 16 | 17 | 18 | 19 | 20 | 21 | 22 | 23 | 24 | 25 | 26 | 27 | 28 | 29 | 30 | 31 | 32 | 33 | 34 | 35 | 36 | 37 | 38 | 39 | 40 | 41 | 42 |
| --------- | -- | -- | -- | -- | -- | -- | -- | -- | -- | -- | -- | -- | -- | -- | -- | -- | -- | -- | -- | -- | -- | -- | -- | -- | -- | -- | -- | -- | -- | -- | -- | -- | -- | -- | -- | -- | -- | -- | -- | -- | -- | -- |
| Luogo     | T  | C  | C  | T  | C  | T  | C  | T  | C  | T  | T  | C  | T  | C  | T  | C  | C  | T  | C  | T  | C  | C  | T  | T  | C  | T  | C  | T  | C  | C  | T  | C  | T  | C  | T  | T  | T  | C  | C  | T  | C  | T  |
| Risultato | N  | P  | P  | P  | V  | P  | V  | P  | V  | N  | P  | P  | P  | V  | V  | P  | V  | P  | N  | P  | P  | P  | N  | P  | P  | P  | P  | P  | N  | V  | P  | N  | V  | N  | N  | P  | P  | V  | V  | P  | V  | P  |
| Posizione | 14 | 15 | 19 | 21 | 20 | 21 | 20 | 22 | 17 | 18 | 20 | 20 | 22 | 19 | 18 | 19 | 19 | 19 | 20 | 20 | 21 | 21 | 21 | 21 | 21 | 21 | 21 | 21 | 21 | 21 | 21 | 21 | 20 | 21 | 21 | 21 | 21 | 21 | 21 | 21 | 20 | 21 |

Fonte:  Premier League 1979/1980 » Schedule, su worldfootball.net.
Legenda:

Luogo: C = Casa; T = Trasferta. Risultato: V = Vittoria; N = Pareggio; P = Sconfitta.